# Jean Couzy
Jean Couzy (Nérac, 9 luglio 1923 – Dévoluy, 2 novembre 1958) è stato un alpinista francese, attivo negli anni '50.

## Biografia
In coppia con René Desmaison, ha compiuto importanti scalate aprendo vie nuove sul massiccio del Monte Bianco, nelle Dolomiti e nel Massiccio degli Écrins.
Nel maggio del 1955, con il compagno Lionel Terray, realizza la prima ascensione del Makalu, in Himalaya, la quinta vetta più alta al mondo.

### Incidente nel Devoluy
Il 2 novembre 1958 muore a 35 anni colpito alla testa da una scarica di sassi, mentre stava aprendo una via sulla parete sud della crête des Bergers, al margine meridionale del Pic de Bure, nelle Prealpi del Devoluy.

## Ascensioni principali[2][3]
- 1948: prima direttissima della parete nord-est del Pic des Crabioules nei Pirenei
- 1948: apertura di una variante diretta della cresta ovest della Torre Trieste al Monte Civetta nelle Dolomiti
- 1951: prima ascensione del Jardin du Roi nel circo d'Archiane nelle Vercors
- 1952: prima ascensione dello sperone nord-ovest delle Droites nel massiccio del Monte-Bianco
- 25 luglio 1952: prima ascensione della via Couzy sulla parete nord dell'aiguille de l'M nelle aiguilles de Chamonix (massiccio del Monte-Bianco) con M. Prost
- 1954: con Lionel Terray, prima ascensione del Chomo Lonzo (Himalaya)
- 15 luglio 1955: con Lionel Terray, prima ascensione del Makalu (Himalaya)
- 23-25 luglio 1956: con René Desmaison, prima ascensione della cresta nord dell'aiguille Noire de Peuterey nel massiccio del Monte-Bianco
- 1956: con René Desmaison, prima ascensione della parete nord-ovest del Pic d'Olan nell'Oisans
- 1957: con René Desmaison, prima ascensione invernale della parete ovest del Drus nel massiccio del Monte-Bianco
- 1958: con René Desmaison, prima ascensione dello sperone Marguerite sulla parete nord delle Grandes Jorasses nel massiccio del Monte-Bianco